# Antraknoza łubinu
Antraknoza łubinu – grzybowa choroba roślin należąca do grupy antraknoz. Wywołuje ją Colletotrichum gloeosporioides.

## Występowanie i szkodliwość
Choroba od dawna występowała w Ameryce Północnej, Australii i Nowej Zelandii. Po raz pierwszy opisana została w 1939 r. w Ameryce Północnej. W Europie pojawiła się w 1982 r. we Francji. W Polsce jej występowanie na pojedynczych roślinach po raz pierwszy opisano w 1995 r. w jednej ze stacji hodowli roślin. Rozprzestrzeniła się i obecnie występuje we wszystkich rejonach uprawy łubinu na świecie. W Polsce występuje już corocznie i to w coraz większym nasileniu.
Choroba powoduje duże straty. W Polsce w 1999 r., gdy sprzyjały jej warunki atmosferyczne, występowała na 33% upraw nasiennych plantacji łubinu. Najsilniej poraża łubin biały, ale występuje także na łubinie żółtym, wąskolistnym, zmiennym i trwałym. Poraża również kilkanaście innych gatunków należących do rodzajów wyka, groch, fasola, koniczyna, seradela, komonica.

## Objawy
Na łubinie pierwsze objawy pojawiają się na początku jego kwitnienia, czyli zazwyczaj na przełomie maja i czerwca. Są to wydłużone, jasnobrązowe, otoczone ciemniejszą obwódką plamy na górnej części łodygi. Plamy te stopniowo powiększają się, łodyga w miejscu ich występowania obumiera i zgina się w dół, a jej wierzchołek czasami zwija się spiralnie. Tak porażone łodygi nie wykształcają strąków. Gdy infekcja nastąpi później, strąki zawiązują się, ale również zostają porażone. Pojawiają się na nich brązowe plamy. W miejscu ich występowania strąk zamiera, skręca się i ulega zniekształceniu. W porażonym strąku nasiona nie powstają, lub jest ich niewiele, ponadto ich część zostaje zainfekowana przez patogen. Podczas wilgotnej pogody na zainfekowanych częściach roślin powstaje różowołososiowy nalot. Są to konidiofory z zarodnikami konidialnymi.

## Epidemiologia
Patogen zimuje jako saprotrof na martwych resztkach pożniwnych porażonych roślin. Wytwarza na nich stadium płciowe z perytecjami, w których powstają askospory. Wiosną dokonują one infekcji pierwotnej. Na zainfekowanych roślinach w sezonie wegetacyjnym tworzy się stadium bezpłciowe wytwarzające zarodniki konidialne. Szczególnie obficie są one wytwarzane podczas deszczowej pogody. Rozprzestrzeniane przez wodę i wiatr dokonują infekcji wtórnej.
Grzyb może zimować także na nasionach. Wyrastające z nich siewki są chore i zamierają jeszcze przed wschodem. Jest to tzw. zgorzel siewek.

## Ochrona
Podstawową metodą ochrony jest stosowanie do siewu nasion pochodzących z niezakażonych upraw. Dużą rolę ma przyorywanie resztek pożniwnych łubinu. Po zauważeniu pierwszych objawów choroby stosuje się opryskiwanie łubinu fungicydami chloronitrylowymi.